# Сатурнієві
Павлиноочки, або сатурнії (Saturniidae) — родина лускокрилих. Представники родини — великі або дуже великі метелики з великими широкими крилами, волохатим тулубом і коротким черевцем. Посередині кожного крила велика красива пляма у формі ока. Вусики у самців гребінчасті, у самок короткопилоподібні. Гусениці великі, на кожному кільці мають бородавки у вигляді ґудзичків, які розташовані в типовому порядку. Перетворення в лялечку відбувається в міцних коконах. У світі приблизно 1500 видів, з яких 10 у Європі.

## Нижчі таксономії
Перелік видів, родин, надродин, які входять до цієї родини:
- Підродина Oxyteninae (3 роди, 35 видів)
  - Oxytenis
- Підродина Cercophaninae (4 рода, 10 видів)
- Підродина Arsenurinae (10 родів, 60 видів, неотропіки)
  - Paradaemonia Bouvier, 1925

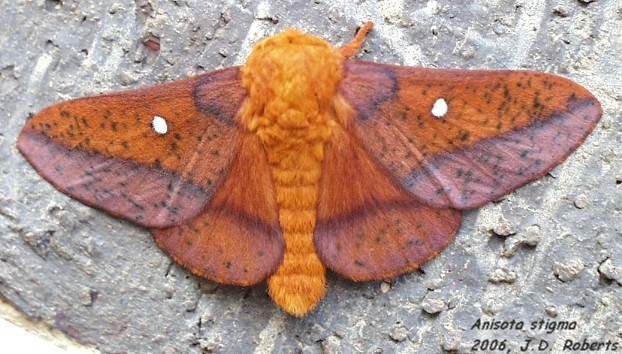
Anisota stigma (Ceratocampinae)

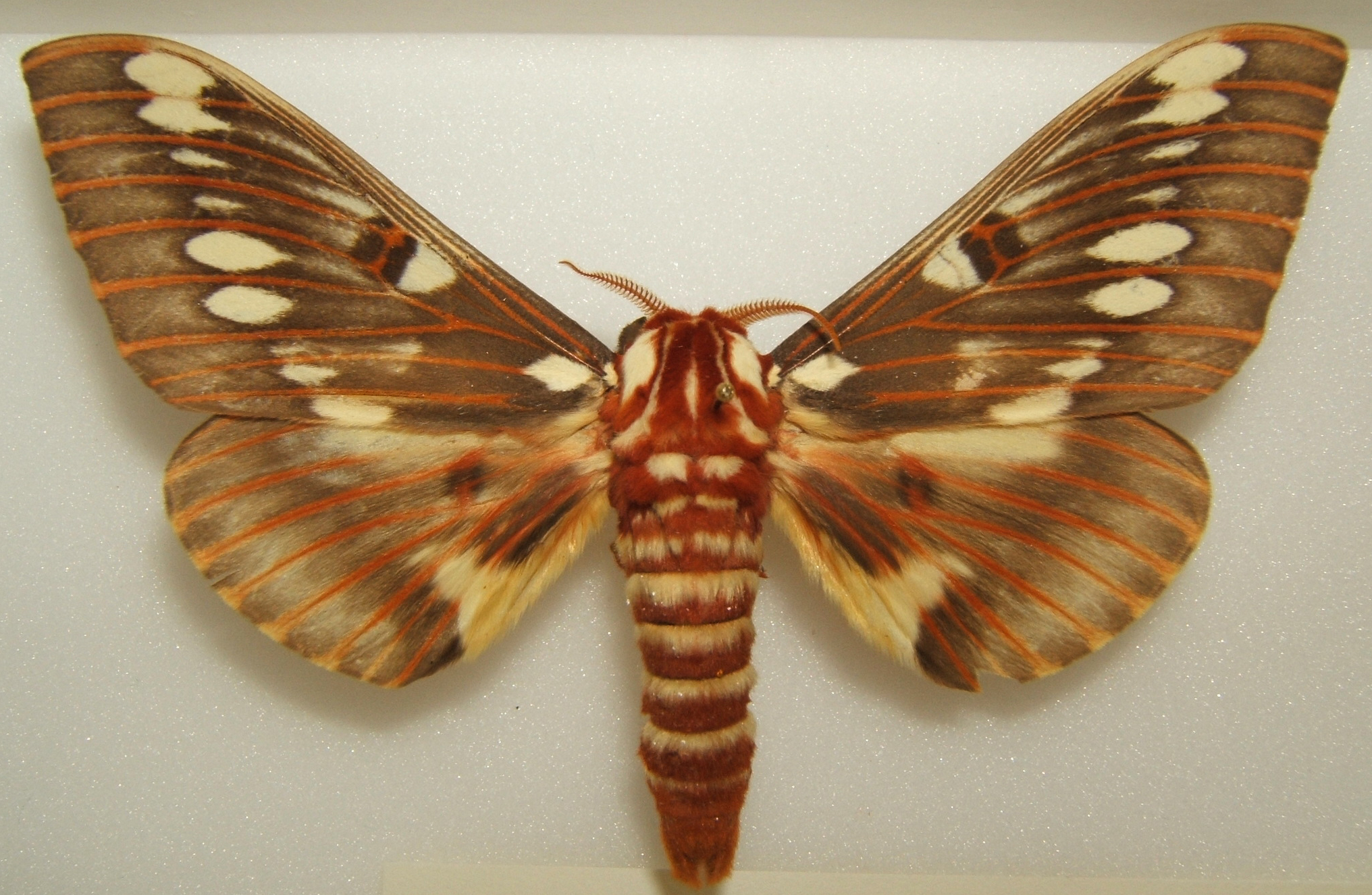
Citheronia splendens (Ceratocampinae), самець

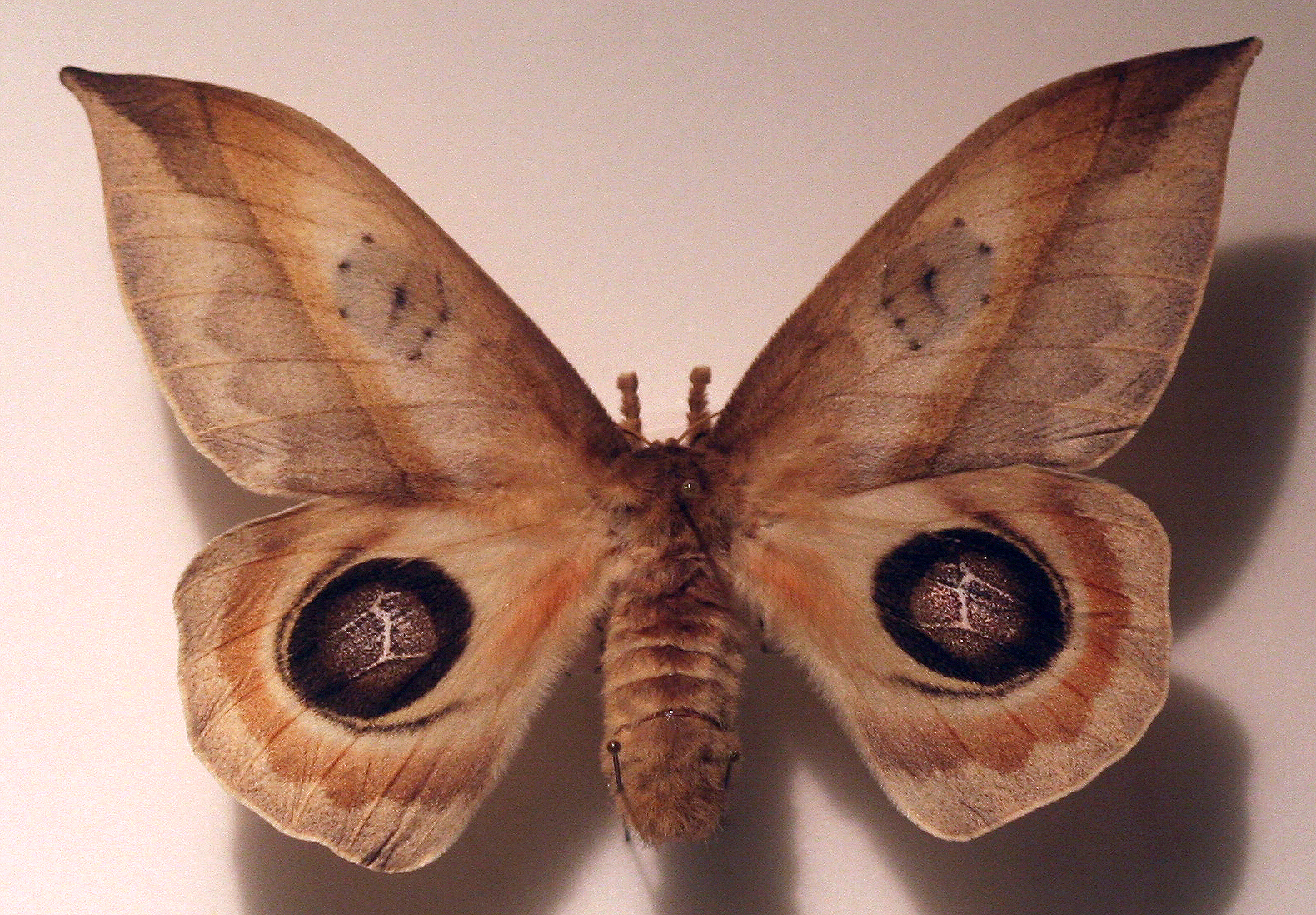
Automeris metzli (Hemileucinae)

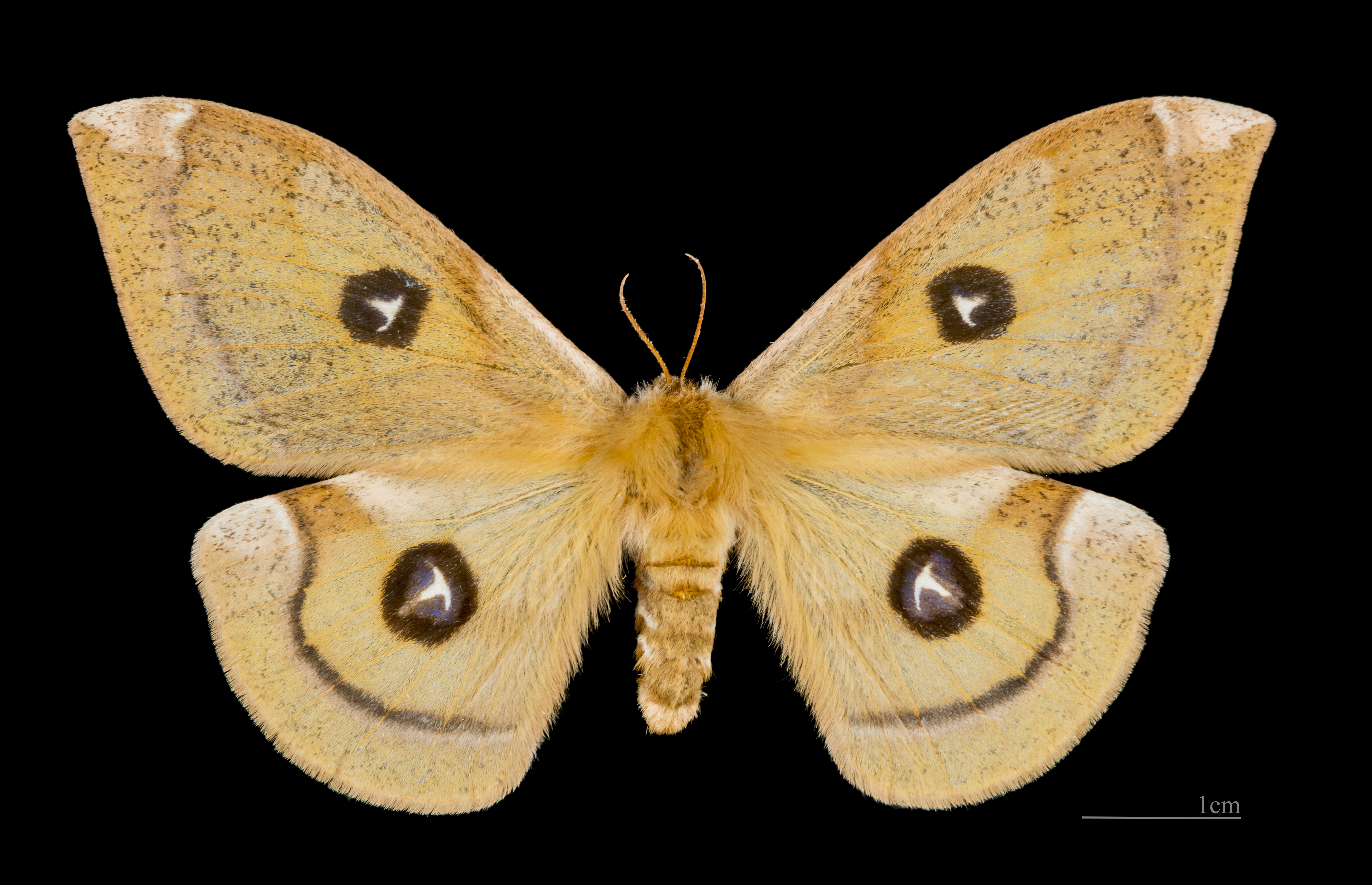
Aglia tau (Agliinae), самиця

- Підродина Ceratocampinae (27 родів, 170 видів, Америки)
  - Adeloneivaia
  - Anisota

    - Anisota senatoria

  - Citheronia
    - Citheronia azteca
    - Citheronia lobesis
    - Citheronia regalis
    - Citheronia sepulcralis

  - Dryocampa
    - Dryocampa rubicunda

  - Eacles
    - Eacles imperialis

  - Sphingicampa
  - Syssphinx
- Підродина Hemileucinae (51 родів, 630 видів, Америки)
  - Automeris
    - Automeris io

  - Coloradia
  - Hemileuca
    - Hemileuca nevadensis
    - Hemileuca maia

  - Lonomia
  - Ormiscodes
- Підродина Agliinae (1 рід, 3 види)
  - Aglia
    - Aglia tau
- Підродина Ludiinae (суперечлива приналежність) (8 родів, Африка)
- Підродина Salassinae (1 рід, 12 видів, тропіки)
  - Salassa
- Підродина Saturniinae (59 родів, 480 видів, зустрічаються в тропічних і помірних широтах по всьому світу)